# Koulikoro
Koulikoro   este un oraș  în sud-estul statului Mali, pe Niger. Este reședința  regiunii  omonime.